# Oleksandr Yatsenko
Oleksandr Ivanovych Yatsenko - em ucraniano, Олександр Iванович Яценко (Kiev, 24 de fevereiro 1985) é um jogador ucraniano que joga na defesa.
Foi chamado à Copa do Mundo de 2006 para substituir o cortado Serhiy Fedorov. Nos tempos de URSS, tinha seu nome russificado para Aleksandr Ivanovich Yatsenko (Александр Иванович Яценко).

## Carreira
| Ano       | Clube                       | Jogos | Golos |
| --------- | --------------------------- | ----- | ----- |
| 2002-2005 | Dinamo Kiev                 | 10    | 0     |
| 2005-2006 | → FC Kharkiv (E)            | 37    | 1     |
| 2007      | → Dnipro Dnipropetrovsk (E) | 0     | 0     |
| 2007-     | Chornomorets Odessa         | 4     | 0     |

## Seleção
- 1 jogo e 0 golo com a  Ucrânia depois 2005.